# Magyarország washingtoni nagykövetsége
Magyarország washingtoni nagykövetsége (angolul: Embassy of Hungary Washington) Magyarország és az Egyesült Államok kapcsolatainak kiemelt intézménye, de a magyar diplomáciai szolgálat legfontosabb külképviseleteinek egyike is. Korai misszióink egyike – 1921-ben hozták létre –, az Egyesült Államokkal való diplomáciai kapcsolatok mélypontjai mellett is 104 éve működik. A nagykövetség az amerikai főváros Northwest negyedében, a Shoemaker Street 3910 szám alatt (saroktelek lévén ez a cím is helyes: Linnean Avenue 2950) található, nagykövetünk 2020-tól Takács Szabolcs Ferenc.

## Előzmények
Az Osztrák–Magyar Monarchia idején a külügyek az úgynevezett közös ügyek közé tartoztak, azokat Bécsből irányították, követsége is csak a monarchiának volt – legalábbis az 1917. december 7-i hadiállapot beálltáig. Önálló magyar képviselet létrehozására csak az első világháborút követően kerülhetett sor, ám ehhez meg kellett várni az Amerikai Egyesült Államok és Magyarország közti békeszerződés aláírását, amire – utolsóként – 1921. augusztus 29-én került sor. 1917 és 1921 között a svéd külképviseleten keresztül zajlott a kapcsolattartás a két állam között. 1920-ban Winter Károlyt küldték ki a közös hivatalok felszámolására és a magyar követség felállításának megszervezésére. Winter 1921 nyarára felállította és berendezte a washingtoni követséget és négy konzulátust (melyek közül később a New York-inak ő maga lett az első vezetője).

## Története
Horthy 1921. december 14-én nevezte ki gróf Széchenyi Lászlót rendkívüli követté és meghatalmazott miniszterré, aki 1922. január 11-én adta át megbízólevelét Warren G. Harding amerikai elnöknek. Széchenyi volt tehát az első követünk az Egyesült Államokban, majd miután 1926-ban Magyarország diplomáciai kapcsolatot létesített Kubával és Mexikóval is, ahova szintén őt akkreditálták, ezekben az országokban is ő számít első követünknek. 1922-ben nyílt a nagykövetség alá tartozó New York-i főkonzulátus, mely három további kirendeltséget működtetett Chicago, Cleveland és Pittsburgh városokban.
A követséget, illetve a követ személyét érintő széles körben elterjedt legenda, miszerint amikor Magyarország a második világháború idején hadat üzent az Egyesült Államoknak, az a nagykövet és az amerikai elnök közti beszélgetés során az összes lényeges ellentmondásra rámutató szürreális beszélgetéssé változott volna. A hadüzenet ennél prózaibban, bár nem szokványos módon zajlott: Bárdossy László miniszterelnök a minisztertanács 1941. december 11-i ülésén a diplomáciai kapcsolatok megszakítását, vagy hadüzenetet javasolt. Az üzenet végül szándékosan kétértelmű volt, melyet így is és úgy is lehetett értelmezni. Még 11-én este Bárdossy telefonon közölte ezt Herbert Pell Budapesten tartózkodó amerikai követtel, akinek arra a kérdésére, hogy ez a jegyzék hadüzenetnek tekinthető-e, Bárdossy határozott nemmel felelt. Két nap múlva azonban – szintén telefonon – arról tájékoztatta az amerikai követet, hogy a minisztertanács üzenete mégis a hadiállapot érvénybe lépését jelenti. Pell azonban a szóbeli közlést nem fogadta el, ragaszkodott annak írásbeli beterjesztéséhez. Ismeretes, hogy az elnök a kongresszus felé csak fél év késéssel továbbította a jegyzéket, így az amerikaiak a hadiállapotot csak 1942 nyarán deklarálták. A fentiek alapján tehát közvetlenül a követnek nem volt szerepe a hadüzenet továbbításában. Ekkor egyébként Ghika György képviselte követként Magyarországot, aki 1941 februárjában érkezett Washingtonba, és különös módon a mai napig nem tudjuk, hogy Ghika meddig maradt az amerikai fővárosban, és hogy a követség meddig működött.
A második világháborút követően már 1945. május 26-án közölte a budapesti amerikai misszió vezetője Gyöngyösi János külügyminiszterrel, hogy az Egyesült Államok szívesen venné az Ideiglenes Nemzeti Kormány képviselőjét Washingtonban. Augusztusban a nyolc legfontosabb diplomáciai reláció között szerepelt a washingtoni is, a követ személyéről ugyanakkor pártközi tanácskozáson kívántak dönteni. Végül 1945. november 11-én nevezték ki Szegedy-Maszák Aladárt követként, aki 1946. január 18-án adta át megbízólevelét. Szegedy-Maszák azonban 1947-ben az egyre erősbödő szovjetizálási törekvések miatt hat másik követtel egyidőben disszidált, az őt követő Vámbéry Rusztem kevesebb, mint egy év alatt szintén belátta, hogy hazájában a kommunista hatalomátvétel kivédhetetlen, a diplomáciai munkával nem tudja normalizálni a két ország viszonyát, ezért ő is az Egyesült Államokban maradt.
Még az irányított sajtó működése mellett is volt visszhangja Magyarországon annak az esetnek, amikor 1951-ben egy zavarodott elméjű magyar származású férfi – előzőleg az amerikai sajtót a helyszínre csődítve – behatolt a követségre, és a magyar követtel való beszélgetés lehetőségét követelve némi huzakodás után megkéselte Gyulai Ida tanácsost. Igaz, a magyar sajtó az eset dramatizálása érdekében a „halálra szurkálta” kifejezést használta, ez azonban szerencsére nem volt igaz, bár a diplomata súlyos sérüléseket szenvedett, de felépült (73 évesen, 1971-ben hunyt el).

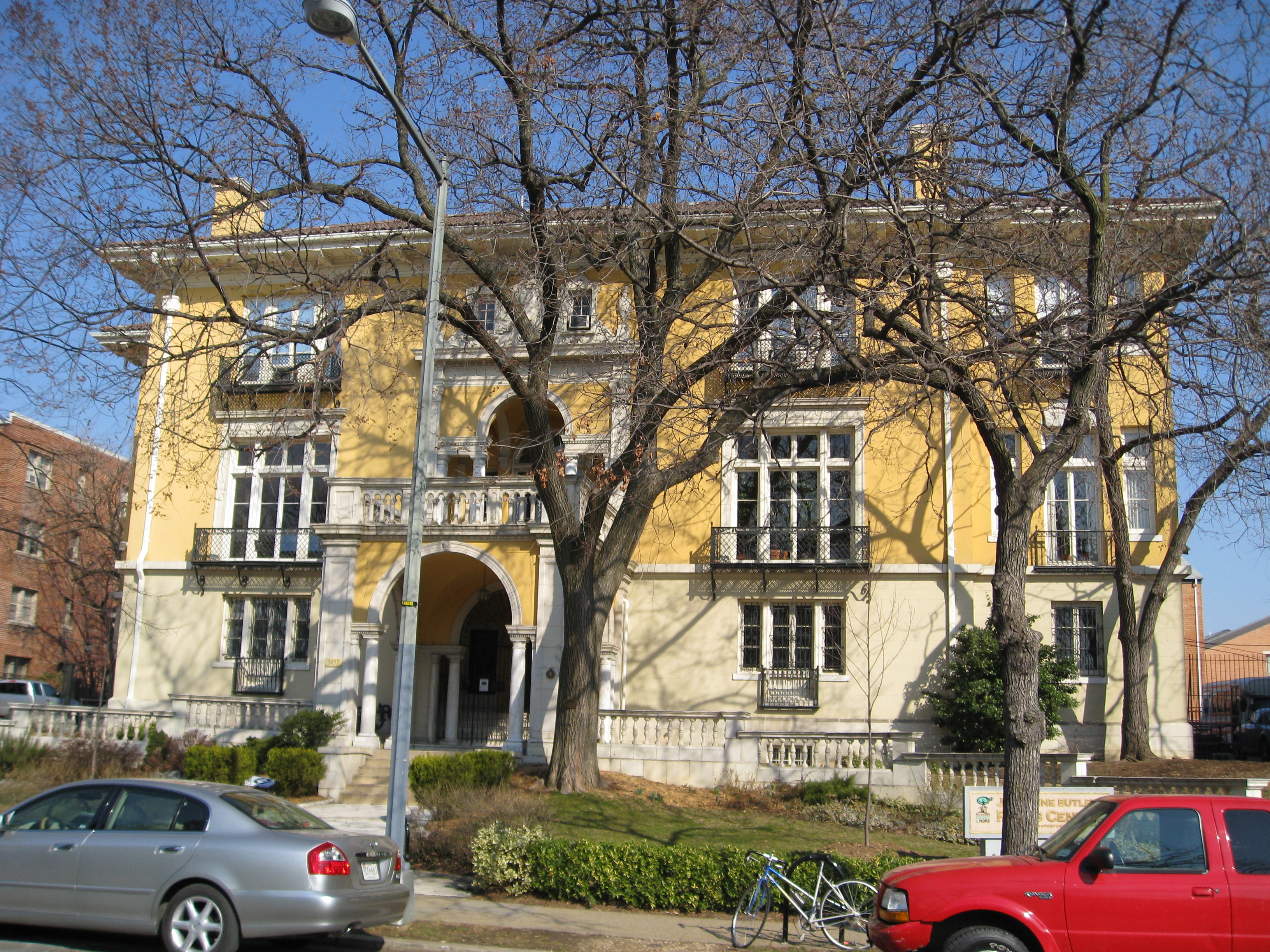
A magyar nagykövetség 15. utcai épülete 2009-ben. 1951 és 1977 között működött itt a külképviselet.

Az 1956-os forradalom után, a hidegháború éveiben a két ország kapcsolatai mélyponton voltak, ami érezhető volt abban is, hogy 1957 és 1968 között kölcsönösen követet nem, csak ideiglenes ügyvivőt állomásoztattak képviseleteiken. A viszonyok normalizálásának jeleként azonban már 1966. szeptember 28-án nagykövetségi szintre emelték a magyar missziót, de tényleges nagykövetet első ízben csak 1968. augusztus 22-én neveztek ki Nagy János személyében, aki később külügyminiszter-helyettesi és bécsi nagyköveti pozíciót is betöltött.

## A követség helyszínei
A nagykövetség és a konzuli hivatal jelenleg a Shoemaker Street 3910 szám alatt található, de a magyar állam 2016-ban megvásárolta a Rhode Island avenue 1500 szám alatti, ún. Brodhead-Bell-Morton udvarházat, melyre további 13 millió eurót költenek, hogy átalakítsák. A Shoemaker Streeti épületet 1977-ben foglalta el a követség. Az egyébként üres telekre a nagykövetség igényeinek megfelelő új épület készült, ahová 1977-ben költöztek be. Az épület fogadótermét Erdélyi Eta gobelinművész 9 m2-es falikárpitja díszítette. 1977-ig a washingtoni 15. utca 2437 szám alatt volt a követség, a Josephine Butler Parks Center épületében. Bár egyes források szerint a háború előtti királyi magyar nagykövetség épülete volt a 15. utcában, ez azonban nincs alátámasztva: az épületben a népköztársasági diplomaták megjelenése előtt egy amerikai veteránszervezet működött. A második világháborút megelőző időszakra egy adat van: 1928-ban a követség címe 16. utca 1424 volt.

## Konzuli kerületek
- a nagykövetség mellett működő konzuli hivatal Alabama, Columbia Kerület (District of Columbia, Washington), Dél-Karolina, Észak-Karolina, Georgia, Louisiana, Maryland, Mississippi, Pennsylvania, Virginia, Nyugat-Virginia államok,
- New York-i főkonzulátus Connecticut, Delaware, Florida, Maine, Massachusetts, New Hampshire, New Jersey, New York, Puerto Rico, Rhode Island, Vermont és a Virgin-szigetek
- a chicagoi főkonzulátus Arkansas, Illinois, Indiana, Iowa, Kentucky, Michigan, Minnesota, Missouri, Ohio, Tennessee, Wisconsin
- a  Los Angeles-i főkonzulátus Alaszka, Arizona, Kalifornia, Colorado, Guam, Hawaii, Idaho, Kansas, Montana, Nebraska, Nevada, Új-Mexikó, Észak-Dakota, Oklahoma, Oregon, Dél-Dakota, Utah, Washington, Wyoming
- a houstoni alkonzulátus Texas

területén illetékes.